# Transports de l'agglomération d'Elbeuf
TAE (Transports de l'agglomération d'Elbeuf) est une régie publique chargée de l'exploitation des transports en commun dans l'agglomération d'Elbeuf en Normandie.
La métropole Rouen Normandie est l'autorité organisatrice de transports et délègue l'exploitation à la TAE d'un ensemble de lignes qui formait jusqu'en 2011 un réseau distinct de celui de Rouen.

## Historique
Le réseau est un lointain successeur du tramway d'Elbeuf, qui a circulé de 1898 à 1926, avant d'être remplacé par un réseau d'autobus qui a cessé de fonctionner en 1936.
Les TAE exploitent le réseau de transport de l'agglomération elbeuvienne depuis le 1er novembre 1981. 
- En 2000, les TAE ont été un réseau précurseur avec l'utilisation d'une carte à puce comme titre de transport : la carte Passo.
- le 1er janvier 2010, la communauté d'agglomération Rouen-Elbeuf-Austreberthe (CREA) remplace l'Agglo d'Elbeuf à la fonction d'autorité organisatrice de transports (AOT).
- le 3 janvier 2011, le réseau de transports en commun de la CREA est créé : le réseau Astuce ; les TAE en font partie. La carte Astuce remplace la carte Passo. Ce titre de transport sous forme de carte à puce, en circulation depuis septembre 2008 dans l'agglomération rouennaise, permet d'emprunter les transports publics sur tout le territoire de la CREA.
- le 1er janvier 2015, la Métropole Rouen Normandie remplace la CREA à la fonction d'AOT.

## Chiffres-clés
- Environ 1 680 000 voyages par an, soit près de 5 000 voyages par jour[réf. nécessaire].

## Réseau
Le réseau, qui dessert dix communes de la Métropole Rouen Normandie, est composé en 2021 de 6 lignes régulières, de plusieurs lignes de transport scolaire, de quatre zones de transport à la demande AlloBus ainsi que d'un service pour les personnes à mobilité réduite.
Les communes desservies sont : 
- Caudebec-lès-Elbeuf
- Cléon
- Elbeuf
- Freneuse
- La Londe
- Oissel
- Orival
- Saint-Aubin-lès-Elbeuf
- Saint-Pierre-lès-Elbeuf
- Tourville-la-Rivière

### Parc
- Irisbus Agora S Euro 2
- Heuliez GX 327 Euro 3
- Irisbus Citelis 12 Euro 5
- Mercedes-Benz Citaro